# Black The Fall
『Black The Fall』（ブラック・ザ・フォール）は、ルーマニアのインディーゲームスタジオSand Sailor Studioが開発したアクションパズルゲーム。

## 概要
独裁者に支配され厳しい管理体制が敷かれたディストピアを舞台とする作品。強制労働施設で働く主人公の老齢男性を操作し、施設や敷地からの脱出を目指す。道中ではパズルゲーム的な仕掛けや監視者の目をかいくぐりながら進むアクションゲーム的な要素がある。
前述のように、本作の中では統制された独裁国家が描かれている。こうした世界観は、開発者たちの母国であるルーマニアが第二次世界大戦後のソビエト連邦軍介入により共産主義化した上、長期にわたり独裁政権を率いた大統領ニコラエ・チャウシェスクの圧政により国民が苦しめられてきたという歴史的背景が反映されている。ゲームの中ではチャウシェスクの画像・映像や所属するルーマニア共産党の党章が随所に用いられているほか、人々がチャウシェスクの映像を見た途端に一斉に礼賛し始めるといった場面もある。開発者の一人Cristian Diaconescuは、作品内の描写について「母国が当時行っていた検閲や告発の怖さを表現している」とし、それらをゲーム内で用いることについては「歴史的資産として世界に見せるべき価値がある」と語っている。

## システム
本作のゲーム画面は奥行きのある3D空間として描写されているが、主人公が移動できるのは横軸方向のみで、一部の場所では移動に合わせて視点が自動で回転する。
主人公の基本アクションは、ジャンプする、段差の縁につかまって上る、仕掛けを操作して作動させる、といったものがある。一方で、敵対する存在への攻撃手段は持っていない。
ゲーム序盤などで手に入るレーザーポインターを装備すると、施設内にいる労働者などに対し特定の場所を指し示して移動させ仕掛けの作動などに利用できる。また、ゲーム中盤から主人公に同行する四足歩行のロボットは、先述のレーザーポインターを用いて移動場所を指定できるほか、変形して足場になったり一部の壁にしがみついて壁上りを補助したりする役目を持つ。
監視者やサーチライトの視角に入る、高い場所から落下する、水に溺れる、その他各種の即死トラップの犠牲となる、といった場合にミスとなり、直前の場面から再スタートする。

## 開発
本作は2014年に開発が開始されたが、本格的な開発を行う前に作品に対するフィードバックを得るため、スクウェア・エニックスが海外で展開しているインディーゲーム支援機構「Square Enix Collective」やSteam用ソフト向けのコミュニティ「Steam Greenlight」を利用し、サイトの閲覧者たちから好意的な意見が多く寄せられた。その後、これらを足掛かりにKickstarterによるクラウドファンディングを実施し、2014年9月30日から10月31日までの期間に2万8485ポンドの開発資金が集まった。
2016年にはスクウェア・エニックスが本作の発売元になるという契約が結ばれ、世界各国で開催されたゲームイベントで本作の出展が行われた。

## 受賞・ノミネート
- BIC Awards 2016 「Game Design」受賞[17]、「Excellence In Narrative」ノミネート[18]
- gamescom Award 2016 「gamescom Indie award」受賞[19]
- BIG Festival 2016 「Best Art Award」ノミネート[20]
- Indie Prize Showcase Berlin 2017 ノミネート[21]